# Астрагал щетинястий
Астрага́л щетинястий, астрагал щетинистий (Astragalus setosulus) — вид трав'янистих рослин з родини бобові (Fabaceae), ендемік Криму.

## Опис
Багаторічна рослина 5–12 см. Чашечка ворончато-трубчаста, біло-волосиста; віночок трохи довший від чашечки. Боби довгасті, з боків стислі, коротко-біло-волосисті. Листки непарнопірчасті, 3–4 см завдовжки, з 5–7 парами ланцетних листочків 0.7–1.2 см завдовжки, густо відстовбурчено м'яко запушені. Квітки майже сидячі, віночок 15–18 мм, фіолетовий.
Цвіте у травні, плодоносить у червні.

## Поширення
Ендемік Криму, Україна.
В Україні вид зростає на скелях — на півдні Криму, у Кримських горах.

## Загрози й охорона
Брак відповідного середовища проживання в поєднанні з деградацією його ділянок через рекреаційну діяльність становить основну загрозу для цього виду.
Цей вид занесений у Додаток I до Конвенції про охорону дикої природи та природних середовищ існування (Бернська конвенція). Захищений у заказниках Мис Айя та Урочище Демерджі. Занесений до Червоної книги Україні в статусі «Зникаючий».